# Kōstas Panagiōtoudīs
Kōnstantinos Panagiōtoudīs, detto Kōstas (in greco Κωνσταντίνος "Κώστας" Παναγιωτούδης?; Salonicco, 3 dicembre 1994), è un calciatore greco, centrocampista del Makedonikos.

## Caratteristiche tecniche
È un centrocampista centrale.